# Nordisk Detektor Forum
Nordisk Detektor Forum (NDF) er et nordisk amatørarkæologisk samarbejde, grundlagt 7. januar 2005, med henblik på at sammenslutte de nordiske amatørarkæologer, der har metaldetektoren som hovedinteresse.
Sammenslutningen der tæller enkeltmedlemmer og foreninger fra hele Norden. 
Forummets stifter, Christian Birkedal, har videregivet aktiviteterne til Jesper Janke Hansen.
NDF har igennem de seneste år udviklet og skabt en af verdens største amatørarkæologiske funddatabaser, med mange tusinde fund. Det gælder bl.a.:
- fibler
- sølvskatte
- guldsmykker
- mønter
- gravfund
- våben
- genstande fra 2. verdenskrig
- knapper
- knive